# Santa Rosa (Bolivia)
Santa Rosa è un comune (municipio in spagnolo) della Bolivia nella provincia di General José Ballivián Segurola (dipartimento di Beni) con 10.456 abitanti (dato 2010). Il comune è formato dall'unico cantone omonimo.